# Лойцен Егбертус Ян Брауер
Лойцен Егбертус Ян Брауер (на нидерландски: Luitzen Egbertus Jan Brouwer) е нидерландски математик и философ, създател на интуиционизма, с трудове по алгебрична и обща топология, теория на множествата, мярката и комплексен анализ.
Брауер е роден в семейството на училищния директор на Оверсхи (в наши дни част от Ротердам) през 1881 г. Детството си прекарва в Медемблик, където семейството остава 11 години, преди да се преместят в Хаарлем, за да може бащата да заеме по-престижния пост на гимназиален директор. Брауер има още двама братя – Лекс и Алдерт.
След като завършва гимназия през 1897 г., което му дава правото да продължи образованието си в университет, той се записва в университета на Амстердам. Там учи математика при известния приложен математик Д. Кортевег (вж. уравнение на Кортевег-де Фриз). Поради влошено здраве и задължителната военна повинност Брауер получава магистърската си степен едва през 1904 г., въпреки това, същата година публикува три научни статии свързани с разлагане на ротации в четиримерното евклидово пространство. През 1905 провежда лекционен курс по, така наречената от него, „морална философия“, което за пореден път показва, че Брауер не разглежда философията само като хоби. Преди да защити докторската си дисертация през 1907 г. публикува нови три статии по векторно смятане, като става първият математик използвал паралелния пренос. В самата дисертация Брауер третира не само математически, а и философски въпроси, но частта, разглеждаща философията, е отхвърлена от Кортевег, който, в качеството си на рецензент на работата, кара Брауер да се придържа към математиката. Периодът 1909 – 1921 г. съдържа основните трудове на Брауер по топология: топологическа инвариантност на размерността, теорема за неподвижната точка, теорема за апроксимация със симплициални комплекси, конрапримери на теоремата на Жордан-Шьонфлис, разширена теорема на Кантор-Бендиксон, многомерни обобщения на теоремата на Кантор за категорификацията, примери за топологични групи, които не са групи на Ли и много други. През по-голямата част от живота си, Брауер работи за налагане на интуиционизма в математиката.
През 1909 година Брауер е назначен за частен доцент към университета в Амстердам, длъжност която заема до 1912 г., когато, в опит да задържи най-талантливия си ученик, Кортевег убеждава университетските власти да го назначат за извънреден професор, а малко след това дори се оттегля от поста редовен професор в полза на Брауер. През 1915 г. е удостоен с назначение в редакторския колектив на най-реномираното тогава математическо списание „Mathematische Annalen“. Противопоставянето между идеите на интуиционизма на Брауер и формализма на Хилберт води до уволнението на Брауер от редакторския колектив. Брауер основава собствено списание „Compositio Mathematicae“, което излиза с първи брой през 1934 г., спряно е по време на войната и отново подновено след нея.
Последните години от живота си, след смъртта на съпругата си Лизе, Брауер прекарва в изолация и непризнание от страна на сънародниците си. Умира през 1966 г., на 85-годишна възраст, ударен от кола пред дома си.